# Mədrəsə
Mədrəsə è un comune dell'Azerbaigian situato nel distretto di Şamaxı. Conta una popolazione di 2 597 abitanti.